# Quinta cruzada
La quinta cruzada (1217-1221) fue un conjunto de acciones militares provenientes de Europa Occidental para retomar Jerusalén y el resto de Tierra Santa derrotando en primer lugar al poderoso estado ayubí de Egipto. El papa Inocencio III y su sucesor, el papa Honorio III, convocaron los ejércitos cruzados liderados por las enormes fuerzas militares del rey Andrés II de Hungría y por los batallones del príncipe austríaco Leopoldo VI de Austria, que realizaron una incursión contra Jerusalén, dejando finalmente la ciudad en manos de los musulmanes.
Más tarde, en 1218, un ejército dirigido por el alemán Oliver de Colonia y un ejército mixto de soldados holandeses, flamencos y frisios dirigidos por Guillermo I de Holanda se unieron a la cruzada. Con el fin de atacar el puerto de Damietta, en Egipto, se aliaron en Anatolia con el selyúcida sultanato de Rüm, que atacó a los ayubidas en Siria, en un intento de liberar a los cruzados de luchar en dos frentes.
Después de ocupar Damietta, los cruzados marcharon en julio de 1221 al sur, hasta El Cairo, pero fueron repelidos después de que los fallos en sus fuentes de suministro les obligaron a una retirada forzosa. Un ataque nocturno del sultán Al-Kamil causó un gran número de pérdidas de los cruzados, y, finalmente, la rendición del ejército. Al-Kamil acordó un acuerdo de paz de ocho años con los contendientes europeos.

## Preparativos
Inocencio III ya había planeado desde 1208 una cruzada para destruir el imperio ayubí y recuperar Jerusalén. En abril de 1213, el papa Inocencio III publicó la bula papal Quia maior, llamando a toda la cristiandad a unirse a una nueva cruzada. Esta fue seguida por otra bula, la Ad Liberandam en 1215.

### Francia
El mensaje de la cruzada fue predicado en Francia por el cardenal Robert de Courçon, aunque sin embargo, a diferencia de otras cruzadas, no muchos caballeros franceses se unieron, ya que estaban luchando en la cruzada albigense contra la herejía cátara en el sur de Francia.
En 1215 el papa Inocencio III convocó el IV Concilio de Letrán, donde, junto con el patriarca latino de Jerusalén, Raúl de Merencourt, hablaron sobre la recuperación de la Tierra Santa, entre los cometidos de la Iglesia. Inocencio quería que fuera dirigida por el papado, como había sido la primera cruzada, con el fin de evitar los errores de la cuarta cruzada. El papa Inocencio tenía previsto que los cruzados se reuniesen en Brindisi en 1216, y prohibió el comercio con los musulmanes, para asegurarse de que los cruzados tendrían naves y armas. Cada cruzado recibiría una indulgencia, incluyendo aquellos que simplemente ayudasen a pagar los gastos de un cruzado, aunque ellos mismos no fueran a la cruzada.

### Hungría y Alemania

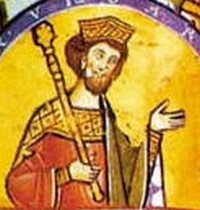
El rey Andrés II de Hungría

Oliver de Colonia había predicado la cruzada en Alemania y el emperador Federico II intentó unirse en 1215. Federico II era el último monarca al que Inocencio quería ver unirse, ya que había desafiado al Papado (y lo haría de nuevo en los siguientes años). Inocencio, sin embargo, murió en 1216. Le sucedió el papa Honorio III, quien prohibió a Federico II participar, pero que encomendó la organización de los ejércitos cruzados al rey Andrés II de Hungría y al duque Leopoldo VI de Austria.
El rey Andrés II escogió la ruta por mar para acceder a la Tierra Santa, aunque por sus planes relacionados con Bizancio consideró por un tiempo una ruta por vía terrestre. La movilización real dentro del reino húngaro al inicio de la cruzada es bien conocida: el rey primero estuvo en la ciudad de Székesfehérvár, desde donde avanzó con sus fuerzas hasta Zagreb, terminando en Split, donde fue recibido por toda la ciudad y los dignatarios de más alto rango con toda la pompa respectiva. Se ofició una majestuosa misa en el antiguo Mausoleo del emperador Diocleciano, recinto adaptado para convertirlo en la catedral de San Domnius.
Andrés II había pedido créditos a grandes casas comerciales de Italia para financiar su empresa cruzada, e igualmente también sacrificó la propia ciudad de Zara, localizada en la actual Croacia, que había sido ocupada por los ejércitos venecianos de la cuarta cruzada, cediéndola a los italianos a cambio de que transportasen a sus soldados en sus barcos. Se sabe que Andrés II también llevó muchos artículos y joyas de gran valor que vendió para cubrir los gastos cruzados, como por ejemplo la corona de la primera reina consorte húngara Gisela de Baviera (984-1059) (esposa del rey san Esteban I de Hungría), que vendió en Tierra Santa por ciento cuarenta marcos de plata. La cantidad de soldados que se lograron reunir en las huestes húngaras es aún un tema debatido, pero se estima que rondaba cerca de los treinta y dos mil hombres (veinte mil caballeros y doce mil soldados), lo que superaría todas las fuerzas cristianas cruzadas enviadas antes a Tierra Santa. Entre los personajes más conocidos que acompañaron al rey húngaro se hallaba el abad Uros de Pannonhalma, quien era uno de los religiosos más estimados de su época y llevaba dirigiendo con éxito la importante abadía desde 1207.

## Campaña

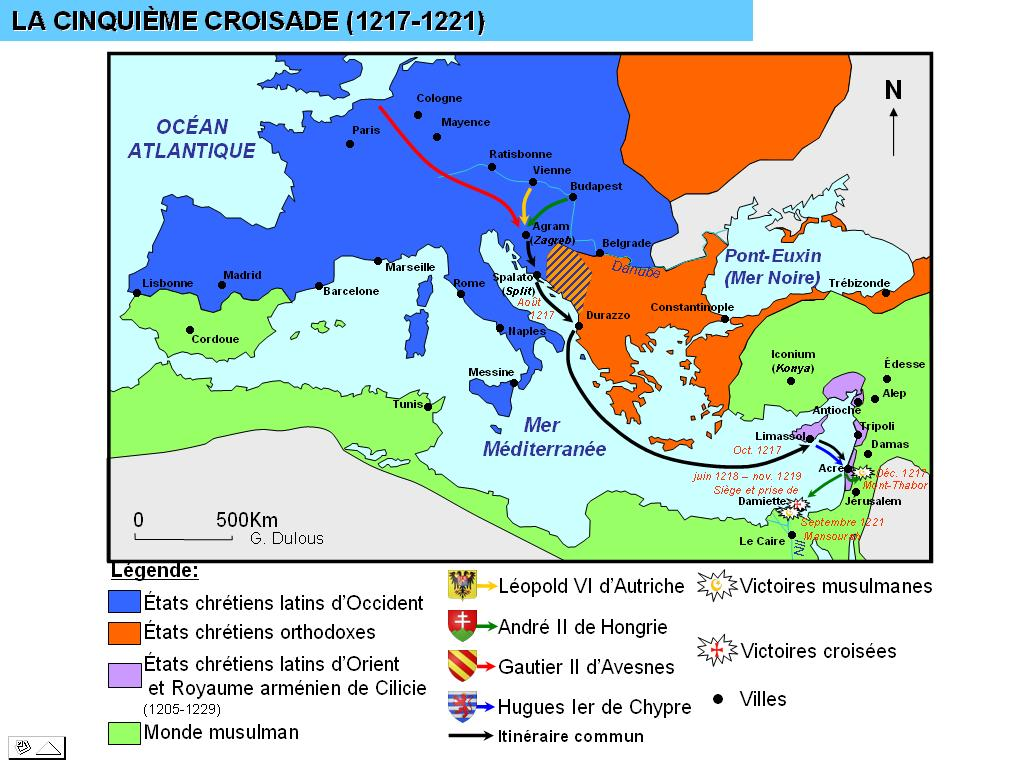
Mapa de la Cruzada

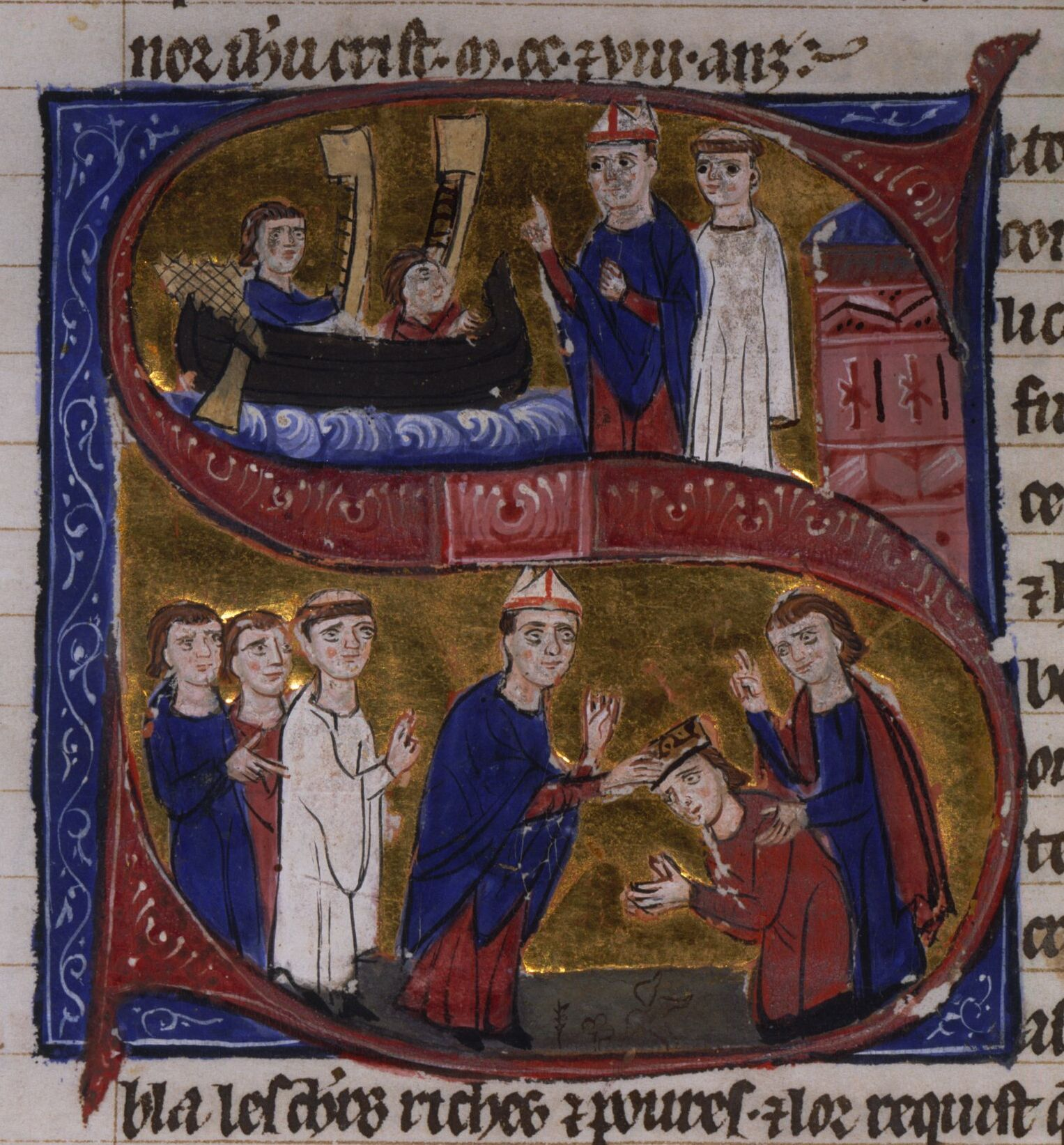
Llegada del rey Juan de Brienne desde Jerusalén a la ciudad de Acre

El rey húngaro había coordinado la empresa con el duque Leopoldo VI de Austria, y esperaba ensamblar una fuerza combinada con los dos ejércitos como jamás se había visto. Los primeros ejércitos cruzados occidentales partieron desde el puerto de la ciudad de Vlaardingen el 27 de mayo de 1217 en trescientos barcos hacia Oriente. Sin embargo, a pesar de la prontitud de la partida, arribaron mucho después que los húngaros y austríacos a Tierra Santa, puesto que hicieron escala en Santiago de Compostela, y una parte de ellos se involucró en la guerra de reconquista portuguesa contra los musulmanes en la península ibérica. Entre ellos los frisones y los renanos quienes participaron en la conquista de Alcácer do Sal en el otoño de 1217, liderados por los condes Guillermo I de Holanda y Jorge de Wied. Otro grupo de frisones que se rehusó a ayudar a los portugueses decidió atacar las ciudades costeras de Faro, Rota y Cádiz.
Las fuerzas húngaras y austríacas se habían agrupado en Split, desde donde primero partieron los germánicos y, tras 16 días de viaje, arribaron a la ciudad de Acre, ciudad costera a orillas del Mediterráneo. Los húngaros partieron después y arribaron cerca de octubre, lo cual significa que el plan de Andrés II en Chipre había sido descartado por falta de tiempo y habían decidido continuar hacia oriente. Ya en Acre fueron recibidos por Raúl de Merencourt, el patriarca latino de Jerusalén. El primer consejo de guerra se reunió en la tienda real de Andrés II y contó con la presencia de Leopoldo VI, Hugo I de Chipre, el príncipe Bohemundo IV de Antioquía, los tres maestres de la Orden Teutónica y el rey Juan de Jerusalén (quien cobrará un papel indiscutiblemente protagónico en la Quinta Cruzada eclipsando a Andrés II que terminará eventualmente abandonando la empresa para volver a Europa a resolver serios conflictos internos en su reino). El objetivo era como el de las anteriores cruzadas el rescatar las tierras de manos de los musulmanes, en esta oportunidad combatiendo a los Ayubitas en Siria.
Los ejércitos cruzados se dirigieron al sur hacia la cadena montañosa junto a Acre y fijaron un campamento en las afueras de Riccardana, pues las primeras expediciones partieron en busca de provisiones para mantener el enorme ejército. El 3 de noviembre el patriarca latino Raúl y el obispo Jacobo Vitry de Acre se presentaron en persona frente al rey húngaro y al duque austríaco, trayendo con ellos un pedazo de la Vera Cruz la cual se había perdido después de la batalla de los Cuernos de Hattin en 1187. Ambos monarcas caminaron descalzos hasta la santa reliquia y se arrodillaron ante ella besándola en señal de adoración.
Al-Muazzam, hijo del sultán al-Ádil vigilaba a los cruzados desde cerca, sin embargo su padre no le permitió atacarlos, quizás porque sobrestimaba a las fuerzas cristianas. El 4 de noviembre las fuerzas cristianas avanzaron para explorar las cercanías del castillo sobre el monte Tabor y el 10 de noviembre ya habían cruzado el mar de Galilea cubriendo la orilla norte del río Jordán en varias direcciones. Posteriormente cruzaron por el vado de Jacobo, comenzando su trayecto de regreso hacia Acre. Mientras avanzaban las crónicas registraron la toma de varios asentamientos y el apropiación de enormes botines, conjugado con la visita de lugares santos como Cafarnaúm y un baño en el Jordán, cumpliendo así los líderes sus promesas cruzadas.
En 1218 llegó un nuevo ejército al mando de Oliver de Colonia, que junto con Leopoldo VI y Juan de Brienne, decidieron atacar finalmente el puerto egipcio de Damieta. El sitio fue largo y duro, y costó la vida de muchos cruzados y musulmanes, entre ellos el propio sultán al-Adel, pero finalmente se logró tomar la plaza en 1219. Acto seguido, comenzaron las disputas entre los cristianos por el control de la ciudad. Estas disputas y la falta de ayuda por parte del emperador alemán, retrasaron la continuación de la campaña hasta el año 1221 año en que los cruzados marchan al sur hacia El Cairo. Para entonces, el nuevo Sultán al-Kamil había reorganizado sus fuerzas, lo que, unido a las inundaciones del río Nilo que diezmaron al ejército cruzado en su marcha hacia el sur, acabó con la definitiva derrota cristiana y su posterior rendición.

## Resultado
Los términos de esta rendición supusieron la vuelta de Damieta a manos de Al-Kamil, quien aceptó un acuerdo de paz de ocho años de duración. Fue por tanto una cruzada inútil, que apenas alteró el equilibrio de poder entre cristianos y musulmanes